# Jon Hotten
Jon Hotten (Aldershot, Hampshire, 7 de enero de 1965) es un periodista y autor inglés. 

## Trayectoria
Hotten ha escrito para las revistas Kerrang! (de 1987 a 1992) y Classic Rock (en la actualidad).

### Libros
Es popular por sus libros Muscle: A Writer's Trip Through a Sport with No Boundaries (Random House 2004) y The Years of the Locust (Random House 2009). 
Muscle fue alabado por Steven Poole en el periódico The Guardian y por Giles Smith en The Times. 
The Years of the Locust recibió críticas positivas por Richard Bath en el periódico Scotland on Sunday.